# Cuaderna vía
Cuaderna vía – rodzaj strofy w hiszpańskiej metryce, charakterystycznej dla poezji XIII i XIV wieku. Cuaderna vía nazywana jest również tetrástrofo lub tetrástrofo alejandrino monorrimo ze względu na swój układ rymów. Klasyczna wersja składa się z czterech aleksandrynów, czyli wersów czternastosylabowych o jednolitym rymie spółgłoskowym AAAA (tzw. monorym), podzielonych na dwa hemistychy (półwiersze) po siedem sylab z akcentem padającym na trzecią i trzynastą sylabę. Między hemistychami zawsze występuje średniówka. Przyjmuje się, że jej schemat metryczny to:
1. A14 (7 + 7),
2. A14 (7 + 7),
3. A14 (7 + 7),
4. A14 (7 + 7).

## Nazwa
Według etymologii cuaderna vía pochodzi z języka łacińskiego: quaterna od quattuor (hiszp. cuatro - cztery) i vĭa (hiszp. vía – droga). Nazwa ta została użyta po raz pierwszy w hiszpańskim poemacie z połowy XIII wieku, czyli w Księdze o Aleksandrze (hiszp. Libro de Alexandre) anonimowego autora. Przyjmuje się, że jest to pierwszy poemat hiszpański stworzony w cuaderna vía:
Mester traygo fermoso, non es de joglaria
mester es sen pecado, ca es de clerecía
Fablar curso rimado por la cuaderna vía
a síllabas cuntadas, ca es grant maestría.
(Druga strofa Księgi o Aleksandrze, edycja: Juan Casas Rigall)
W drugiej strofie autor odnosi się do Quadrivium (łac. cztery drogi), czyli do średniowiecznych studiów, na które składała się nauka czterech przedmiotów: matematyka, geometria, arytmetyka i muzyka.

## Rozwój
Cuaderna vía wywodzi się z francuskiej odmiany wersów aleksandryjskich oraz ze średniowiecznej literatury łacińskiej, w której stosowano identyczny układ rymów, jednakże wersy składały się z dwunastu sylab. W Hiszpanii pojawiła się w XIII wieku, przyczyniając się do rozwoju Mester de clerecía – średniowiecznej poezji uczonej, z której wywodzą się m.in. Gonzalo de Berceo y Juan Ruiz.
Cuaderna vía uprawiana przez wykształconych poetów powstała na skutek sprzeciwu wobec kompozycji śpiewanych lub deklamowanych przez hiszpańskich żonglerów (hiszp. juglares), w których wersy nie zachowywały regularności sylab metrycznych. 
Przyjmuje się, że pierwszym znanym poetą tworzącym w cuaderna vía był Gonzalo de Berceo.
14A  Vistie a los desnudos, apacie los famnientos, 
14A  acogie los romeros que vinien fridolientos, 
14A  daba a los errados buenos castigamientos
14A  que se penitenciasen de todos fallimentos.

(Milagros de nuestra Señora, Gonzalo de Berceo)
W okresie modernizmu i za sprawą przedstawicieli pokolenia 27 cuaderna vía ponownie zyskuje na popularności, jednakże widoczne są w niej wyraźne zmiany, m.in. wyróżnia się brak charakterystycznego monorymu.
El hombre de estos campos que incendia los pinares 
y su despojo aguarda como botín de guerra,
antaño hubo raído los negros encinares,
talado los robustos robledos de la sierra.
Hoy ve a sus pobres hijos huyendo de sus lares;
la tempestad llevarse los limos de la tierra
por los sagrados ríos hacia los anchos mares;
y en páramos malditos trabaja, sufre y yerra.

(Por tierras de España, Antonio Machado)